# Americana (album)
Treść tego artykułu może nie być zgodna z zasadami neutralnego punktu widzenia.
Dokładniejsze informacje o tym, co należy poprawić, być może znajdują się w dyskusji tego artykułu.
 Po wyeliminowaniu niedoskonałości należy usunąć szablon {{Dopracować}} z tego artykułu.
Americana – piąty album kalifornijskiego zespołu The Offspring, a drugi wydany przez wytwórnię Columbia Records.
Po sprzedaży około 5 milionów egzemplarzy płyty Ixnay on the hombre, Americana rozeszła się w ponad 10 mln egzemplarzy, i stała się największym (stan na 2014) komercyjnym sukcesem zespołu, a single takie jak „Pretty Fly” czy (będące obiektem dużej krytyki i zarzutów plagiatu piosenki „Ob-La-Di, Ob-La-Da” Beatlesów) „Why Don't You Get a Job?”, przeszły do kanonu popularnego wówczas tzw. neo punka i alternatywnego rocka. Dzięki tej płycie zespół zdobył kilka nagród MTV, w tym za najlepszą piosenkę rockową dla utworu „The Kids Aren’t Alright”. Tytułowa piosenka „Americana” została wykorzystana w filmie dokumentalnym Michael Moore’a – Zabawy z bronią (ang. Bowling for Columbine).
W Polsce nagrania uzyskały status platynowej płyty.
Teksty piosenek na Americanie przedstawiają min. ironiczny obraz białej młodzieży, wzorujących się na czarnoskórych artystach amerykańskiego hip-hopu („Pretty Fly (for a White Guy)”), realia trudnego życia na ulicy i niespełnione marzenia („The Kids Aren’t Alright” – tytuł utworu jest aluzją do „The Kids are Alright” zespołu The Who), oraz krytykę obecnego stylu życia amerykańskiego społeczeństwa (tytułowa „Americana”).
Na płycie udzielał się również Davey Havok z AFI (podobnie jak na poprzednim albumie Ixnay on the Hombre)

## Lista utworów
1. „Welcome” – 0:09
2. „Have You Ever” – 3:56
3. „Staring at the Sun” – 2:13
4. „Pretty Fly (for a White Guy)” – 3:08
5. „The Kids Aren’t Alright” – 3:00
6. „Feelings” – 2:51
• Cover piosenki Morrisa Alberta z 1975
7. „She’s Got Issues” – 3:48
8. „Walla Walla” – 2:57
9. „The End of the Line” – 3:00
10. „No Brakes” – 2:06
11. „Why Don’t You Get a Job?” – 2:52
12. „Americana” – 3:15
13. „Pay the Man” – 10:19

- Najdłuższa na płycie piosenka „Pay the Man” kończy się w 8 minucie i 8 sekundzie, potem do 9 minuty i 16 sekundy jest cisza i jako bonus track jest alternatywny „Pretty Fly (Reprise)”, wykonywany w stylu mariachi przez zespół muzyków w składzie Carlos Gomez, Raul Garieay, Pedro Pina, Alvaro Macias, Miguel Gonzales.

## Single
1. „Pretty Fly (for a White Guy)” (1998)
2. „Why Don't You Get a Job?” (1999)
3. „The Kids Aren’t Alright” (1999)
4. „She's Got Issues” (1999)